# Mar de Ajó
Mar de Ajó é uma cidade da Argentina, localizada na província de Buenos Aires.
Está localizada na costa do Atlântico entre Buenos Aires e Mar del Plata. É uma das principais cidades balneárias e turísticas da Argentina. Mesmo sendo uma cidade com 25.000 habitantes fixos o ano todo, possui uma infraestrutura de hotéis e "Campings" capaz de receber e acomodar mais de 50.000 turistas na alta temporada que vai de Novembro a Março; época em que as temperaturas são mais quentes e é possível nadar no mar.